# Rudgea nodosa
Rudgea nodosa är en måreväxtart som först beskrevs av Adelbert von Chamisso, och fick sitt nu gällande namn av George Bentham. Rudgea nodosa ingår i släktet Rudgea och familjen måreväxter. Inga underarter finns listade i Catalogue of Life.